# 沈攸之
沈攸之（しん ゆうし、生年不詳 - 昇明2年1月21日（478年3月10日））は、南朝宋の軍人。字は仲達。本貫は呉興郡武康県。

## 経歴
沈叔仁の子として生まれた。幼くして父を失い、貧苦のうちに成長した。元嘉27年（450年）、北魏の太武帝の軍が南進してくると、宋ではこれに対応するために三呉の民丁が徴発され、攸之もまた徴兵された。攸之は建康に入ると、領軍将軍の劉遵考のもとを訪れて、白丁隊主に任じるよう求めた。劉遵考が聞き入れなかったため、攸之は一族の沈慶之の下で従軍した。元嘉29年（452年）、西陽蛮を討ち、はじめて隊主に任じられた。
元嘉30年（453年）、劉劭が文帝を殺害して帝を称し、武陵王劉駿が巴口で起兵すると、攸之は劉駿の下で南中郎府長史に任じられ、行参軍を兼ねた。新亭の戦いで重傷を負った。劉劭の乱が平定されると、攸之は江夏王劉義恭の下で太尉行参軍となり、平洛県五等侯の爵を受けた。劉義恭に従って大司馬行参軍に転じた。孝建3年（456年）、揚州に都部従事の官が再び置かれると、攸之は長江の北岸を管轄した。後に員外散騎侍郎に転じた。大明3年（459年）、竟陵王劉誕が広陵で反乱を起こすと、攸之は沈慶之の下で劉誕を討ち、功績を挙げたが、矢に当たって骨折した。孝武帝（劉駿）は攸之の善戦をみて、仇池の歩兵を配属した。反乱が平定されると、厚く恩賞を加えられるはずであったが、沈慶之のために少なく抑えられ、太子旅賁中郎の任に移されたため、攸之は沈慶之のことを恨んだ。大明7年（463年）、母が死去したため辞職したが、葬儀が終わると、龍驤将軍・武康県令に起用された。
景和元年（465年）、豫章王劉子尚の下で車騎中兵参軍となった。宮中に宿直して宗越・譚金らとともに前廃帝に寵遇され、東興県侯に封じられた。まもなく右軍将軍の号を受けた。同年（泰始元年）12月、明帝が即位すると、宗越・譚金らは明帝に叛いたが、攸之は明帝に従って宮中に宿直し、東海郡太守に任じられた。泰始2年（466年）、明帝即位に反対する勢力が各地で起兵すると、攸之は寧朔将軍・尋陽郡太守となり、軍を率いて虎檻に拠った。前鋒都督の殷孝祖が戦死すると、攸之は前鋒の諸隊を主導するようになった。赭圻城外で反乱軍を撃破し、姥山まで追撃し、水軍を分遣して反乱側の水軍を駆逐し、胡白二城を陥落させた。まもなく仮節・輔国将軍・督前鋒諸軍事となった。反乱軍は楊公賛を派遣して攸之を誘ったが、攸之は楊公賛を斬って、封書を明帝のもとに届けた。まもなく赭圻を陥落させた。5月、使持節・都督雍梁南北秦四州郢州之竟陵諸軍事・冠軍将軍・寧蛮校尉・雍州刺史に任じられた。攸之は諸将を率いて濃湖を攻撃した。銭渓が陥落したとの情報を反乱軍の袁顗が流したため、士心は動揺したが、攸之は一喝してこれを鎮めた。銭渓では明帝側の軍が反乱軍に大勝しており、攸之は銭渓から送られた劉胡の兵士の耳や鼻を袁顗に示して、反乱軍の士気を落とさせた。攸之は攻勢を強めて反乱軍を撃破し、濃湖を平定した。反乱軍が敗走すると多くの資財を遺棄したが、攸之と張興世の部隊は一切の略奪を行わなかったことで知られた。攸之はさらに尋陽に進軍して陥落させた。9月、監郢州諸軍事・前将軍・郢州刺史に転じた。赴任しないうちに、10月に中領軍となり、貞陽県公に封じられた。
各地の反乱が平定され、徐州刺史の薛安都も彭城で降伏を願い出た。明帝は降伏を許したが、その回答の言葉はそっけないものであった。攸之は仮節・前将軍となり、鎮軍将軍の張永とともに重装の兵を率いて薛安都に迫った。薛安都は恐れて北魏の軍を引き入れた。攸之らの軍の米船が魏軍の攻撃で転覆され、さらに運車が武原で撃破された。補給を失った攸之らはやむなく撤退を始め、そこを魏軍に乗じられて大敗した。淮陰に逃げ帰って免官され、無官のまま職任をつとめることとなった。再戦を求めたが、明帝が聞き入れなかったため、入朝して直訴したが、やはり許されず、淮陰に帰った。泰始3年（467年）6月、攸之は自ら米を下邳に運び込み、下邳城の四周に深い堀を掘らせた。この年の秋、明帝の命を受けて彭城に進軍して包囲した。補給が続かず、味方に離反する者が続出した。攸之は下邳に撤退し、陳顕達が睢口で魏軍に撃破され、姜産之・高遵世らが戦没した。攸之は魏軍のさらなる追撃を受けて負傷し、陳顕達の陣営に逃げ込んだ。淮陰まで撤退し、持節を受け、仮の冠軍将軍となり、南兗州刺史を代行した。
泰始4年（468年）、呉興郡太守として召還されたが、断って受けなかった。左衛将軍の号を受け、太子中庶子を兼ねた。泰始5年（469年）6月、持節・監郢州諸軍事・郢州刺史となった。その統治は苛酷で粗暴なことで知られた。泰始6年（470年）、監豫州之西陽司州之義陽二郡諸軍事を加えられ、鎮軍将軍の号を受けた。
泰豫元年（472年）4月、明帝が崩御するにあたって、攸之は蔡興宗らとともに後事を託され、安西将軍の号を受け、散騎常侍の位を加えられた。ときに巴西郡の李承明が反乱を起こして、太守の張澹を捕らえた。前任の荊州刺史の建平王劉景素が召還されており、新任の荊州刺史の蔡興宗がまだ赴任していなかったため、攸之を派遣して荊州の事務を代行させることとした。攸之が荊州に到着すると、すでに李承明の乱は鎮圧されていた。閏月、攸之は都督荊湘雍益梁寧南北秦八州諸軍事・鎮西将軍・荊州刺史に任じられた。
江州刺史の桂陽王劉休範がひそかに反乱を計画して、攸之を誘うために道士の陳公昭に天公書一函を作らせ、「沈丞相」と題して攸之のもとに送付させた。攸之は書簡を開封せず、朝廷に送り届けさせた。元徽2年（474年）5月、劉休範が挙兵して建康を襲うと、攸之は軍主の孫同・沈懐奥を派遣して、郢州刺史の晋熙王劉燮の節度を受けさせた。孫同らは夏口を過ぎたころ、反乱が平定されたため、荊州に帰還してきた。7月、攸之は征西大将軍・開府儀同三司の位に進んだが、開府については固辞した。元徽4年（476年）、建平王劉景素が京口で反乱を起こすと、攸之は朝廷側につき、乱はまもなく鎮圧された。
昇明元年（477年）7月、順帝が即位すると、攸之は車騎大将軍・開府儀同三司の位を受けた。11月、起兵して反乱を起こした。12月、軍を東下させた。閏12月、夏口に到着し、郢城を包囲攻撃した。昇明2年（478年）1月、攸之は部下の公孫方平を西陽に駐屯させたが、公孫方平は建寧郡太守の張謨に敗れた。攸之の部下の劉攘兵が陣営を焼いて郢城に投降すると、攸之の軍は離反が相次いだ。攸之は江陵に向けて撤退をはじめた。江陵は攸之の長男の沈元琰が留守をつとめていたが、雍州刺史の張敬児の攻撃を受けて陥落した。攸之は帰るところもなく三男の沈文和とともに華容の境を彷徨っていたところを官兵に斬られた。

## 子女
- 沈元琰（長男、司徒左長史）
- 沈懿（次男、太子洗馬、早逝）
- 沈文和（三男、中書侍郎）
- 沈幼和（五男）
- 沈霊和

## 伝記資料
- 『宋書』巻74 列伝第34
- 『南史』巻37 列伝第27